# Mistrovství Evropy v zápasu ve volném stylu 1970
Mistrovství Evropy v zápasu ve volném stylu mužů proběhl v Východním Berlíně.

## Muži
| Kategorie | Zlato              | Stříbro           | Bronz           |
| --------- | ------------------ | ----------------- | --------------- |
| 48 kg     | Rafik Gadžijev     | Jürgen Möbius     | Attila Laták    |
| 52 kg     | Bayu Baev          | Ali Rıza Alan     | Petru Ciarnău   |
| 57 kg     | Ivan Shavov        | Pavel Malian      | Hasan Kahraman  |
| 62 kg     | Eniu Todorov       | Viktor Markelov   | Petre Coman     |
| 68 kg     | Ismail Yuseinov    | József Rusznyák   | Šefer Saliovski |
| 74 kg     | Zarbeg Beriashvili | Jan Karlsson      | Anguel Petrov   |
| 82 kg     | Horst Stottmeister | Ivan Iliev        | Vasile Iorga    |
| 90 kg     | Boris Gurevič      | Károly Bajkó      | Ramadan Ajmedov |
| 100 kg    | Ahmet Ayık         | Ivan Jarygin      | Vasil Todorov   |
| +100 kg   | Leonid Kitov       | Gıyasettin Yılmaz | Peter Germer    |